# Zagórze (gromada w powiecie będzińskim)
Zagórze – dawna gromada, czyli najmniejsza jednostka podziału terytorialnego Polskiej Rzeczypospolitej Ludowej w latach 1954–1972.
Gromady, z gromadzkimi radami narodowymi (GRN) jako organami władzy najniższego stopnia na wsi, funkcjonowały od reformy reorganizującej administrację wiejską przeprowadzonej jesienią 1954 do momentu ich zniesienia z dniem 1 stycznia 1973, tym samym wypierając organizację gminną w latach 1954–1972.
Gromadę Zagórze z siedzibą GRN w Zagórzu (wówczas wsi; obecnie dzielnicy w granicach Sosnowca) utworzono – jako jedną z 8759 gromad na obszarze Polski – w powiecie będzińskim w woj. stalinogrodzkim, na mocy uchwały nr 14/54 WRN w Stalinogrodzie z dnia 5 października 1954. W skład jednostki weszły obszary dotychczasowych gromad Józefów i Zagórze ze zniesionej gminy Zagórze w tymże powiecie, a także oddziały leśne nr nr 225-229, 231-235 i 237 z Nadleśnictwa Gołonóg.
13 listopada 1954, po pięciu tygodniach, gromadę Zagórze zniesiono w związku z nadaniem jej statusu osiedla, dla którego ustalono 27 członków osiedlowej rady narodowej (1 stycznia 1967 osiedlu Zagórze nadano status miasta, a 27 maja 1975 Zagórze stało się częścią Sosnowca).